# Luzia Schmid

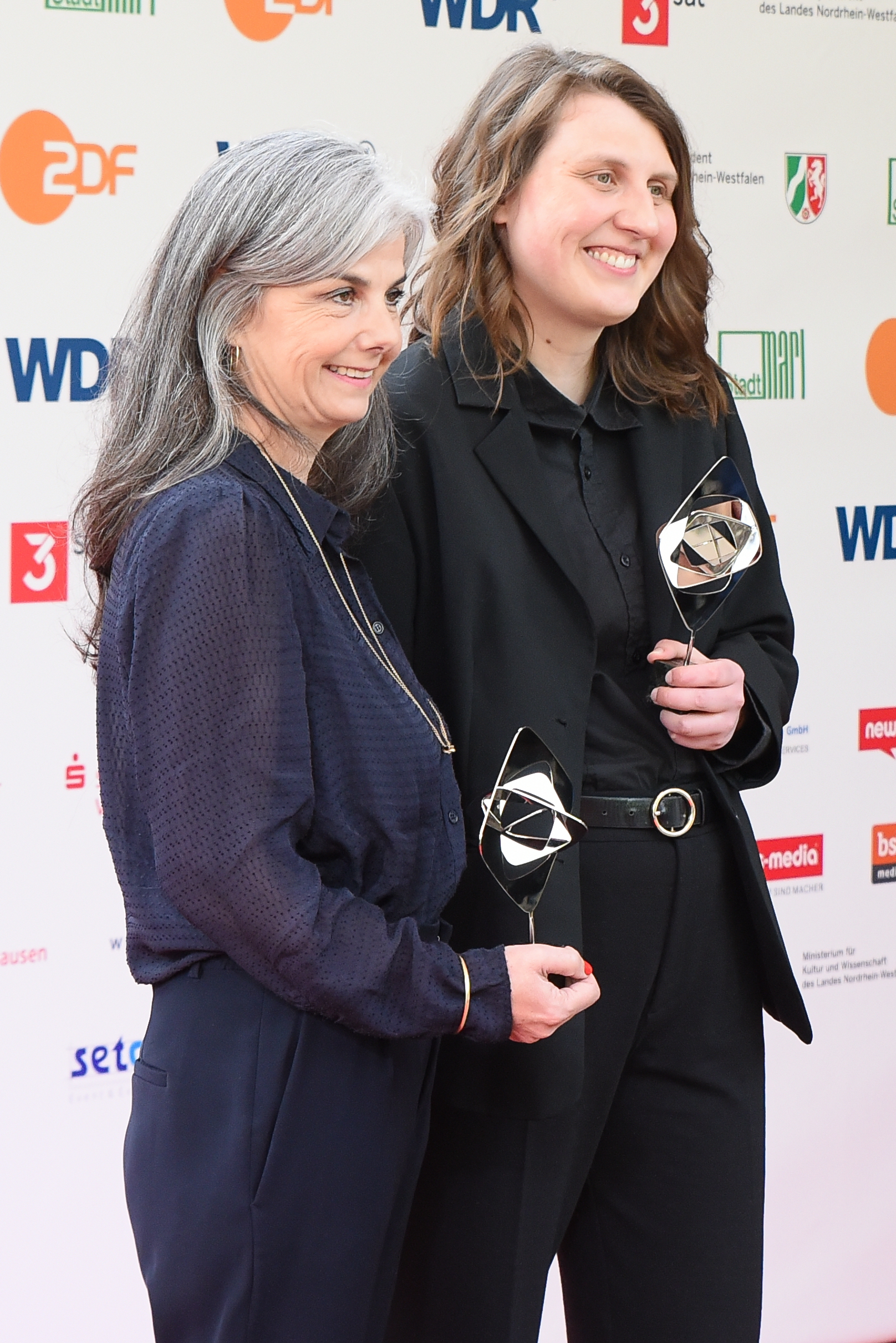
Luzia Schmid (links) mit Yana Höhnerbach bei der Verleihung des Grimme-Preises 2024

Luzia Schmid (* 1966 in Zürich) ist eine deutsch-Schweizer Dokumentarfilmregisseurin. Sie lebt in Köln.

## Werdegang
Luzia Schmid studierte in der Schweiz berufsbegleitend Journalismus. Nach mehreren Jahren beim Schweizer Radio und Fernsehen als Moderatorin und Redakteurin wechselte sie an die Kunsthochschule für Medien in Köln, um im Fachbereich Fernsehen/Film Regie zu studieren. Seit 1997 arbeitet sie freiberuflich als Dokumentarfilmerin. In ihrem Film Drei Frauen – Ein Krieg aus dem Jahr 2022 zeigt Luzia Schmid, wie die amerikanischen Journalistinnen Martha Gellhorn, Lee Miller und Margret Bourke-White darum ringen, ihren männlichen Kollegen gleichgestellt zu sein, um als Kriegsreporterinnen aus dem Zweiten Weltkrieg zu berichten.
Schmid äußerte sich in einem Interview zu ihrem Film Drei Frauen – Ein Krieg: „Es gibt immer noch so viele Geschichten, die nur aus der Perspektive von Männern beschrieben wurden. Und der Zweite Weltkrieg ist eine davon. Als ich mich auf diese drei Frauen einließ, war für mich klar, dass ich ihre Geschichte unbedingt erzählen wollte. Weil es eine weibliche Perspektive auf den Krieg ist und weil es wichtig ist, zu erzählen, wie hart diese Frauen dafür gekämpft haben, ihre Arbeit machen zu dürfen.“
Ihr Film Ich will alles. Hildegard Knef wurde für die Kategorie „Panorama Dokumente“ der Berlinale 2025 ausgewählt.

## Filmografie
- 1998: Solidarcity – Dakar
- 1999: Haemmerli
- 2000: Stundenhotel
- 2000: Ganz Schön
- 2001: Groundspeed
- 2001: Hin und Her
- 2005: Geschwister Vogelbach
- 2005: Funny Help
- 2007: Lost in Liberia
- 2011: Geschlossene Gesellschaft – Der Missbrauch an der Odenwaldschule
- 2012: Ein Tag Leben in NRW
- 2013: Geheimnisvolle Orte
- 2013: 24h Jerusalem
- 2014: Deine Arbeit! Dein Leben!
- 2015: Zum Glück Deutschland
- 2020: Der Ast, auf dem ich sitze – Ein Steuerparadies in der Schweiz
- 2021: Hin und Her
- 2022: ungewollt schwanger in Deutschland, der § und ich
- 2022: Drei Frauen – Ein Krieg (Trained to see – three women and the war)
- 2025: Ich will alles. Hildegard Knef

## Preise/Ehrungen
- 2001: First Steps Award für Groundspeed
- 2003: Weitwinkel Förderpreis für bestes Treatment Geschwister Vogelbach
- 2003: Gerd Ruge Stipendium der Filmstiftung NRW
- 2005: Ravensburger Stiftung 1. Preis für Geschwister Vogelbach
- 2012: Grimme-Preis für Geschlossene Gesellschaft – Der Missbrauch an der Odenwaldschule
- 2016: Preis der Deutschen Akademie für Fernsehen für Zum Glück Deutschland
- 2020: Grimme-Preis für Der Ast, auf dem ich sitze – Ein Steuerparadies in der Schweiz[4]
- 2024: Grimme Preis sowie Publikumspreis der Marler Gruppe für Drei Frauen – Ein Krieg[5][6]